# Mitraginin
Mitraginin, je indolni alkaloid. On je najzastupljeniji alkaloid biljke Mitragyna speciosa.

## Farmakologija
U malim dozama deluje kao stimulans, dok je u višim dozama sličan opijatima. Na nižim dozama aktivira adrenergičke receptore, dok na višim dozama deluje i na mi- i delta-opioidne receptore. Mi-opioidni receptori su odgovorni za ugodne efekte opijata, analgezija, i fizičke zavisnosti.
Mitraginin deluje primarno putem μ-opioidnih receptora, mada njegov oksidacioni produkt mitraginin-pseudoindoksil, koji može da bude dominantna komponenta biljnog materijala nakon dužeg skladištenja, deluje kao selektivni δ-opioidni agonist sa neznatnim afinitetom za μ ili κ receptore. Još jedan alkaloid sa znatnim doprinosom μ-opioidnoj aktivnosti iz istog biljnog izvora je srodno jedinjenje 7-hidroksimitraginin. On je prisutan u biljci u daleko manjim količinama od mitraginina, ali je mnogo potentniji μ-opioidni agonist.

## Doze
Suvi listovi sadrže oko 0.25% mitraginina. Tipična doza je od 15  do 65 .

## Sinteza
Prvu totalnu sintezu mitraginina su objavili Takajama et al. 1995.

## Literatura
1. ↑   уреди
2. ↑  Evan E. Bolton; Yanli Wang; Paul A. Thiessen; Stephen H. Bryant (2008). „Chapter 12 PubChem: Integrated Platform of Small Molecules and Biological Activities”. Annual Reports in Computational Chemistry. 4: 217—241. doi:10.1016/S1574-1400(08)00012-1.
3. ↑  Jansen KL, Prast CJ (1988). „Ethnopharmacology of kratom and the Mitragyna alkaloids”. J Ethnopharmacol. 23 (1): 115—9. PMID 3419199. doi:10.1016/0378-8741(88)90121-3.
4. ↑  Takayama H, Ishikawa H, Kurihara M, Kitajima M, Aimi N, Ponglux D, Koyama F, Matsumoto K, Moriyama T, Yamamoto LT, Watanabe K, Murayama T, Horie S (2002). „Studies on the synthesis and opioid agonistic activities of mitragynine-related indole alkaloids: discovery of opioid agonists structurally different from other opioid ligands”. J. Med. Chem. 45 (9): 1949—56. PMID 11960505. doi:10.1021/jm010576e.
5. ↑  Takayama H (2004). „Chemistry and pharmacology of analgesic indole alkaloids from the rubiaceous plant, Mitragyna speciosa”. Chem. Pharm. Bull. 52 (8): 916—28. PMID 15304982. doi:10.1248/cpb.52.916.
6. ↑  Takayama H.; Maeda M.; Ohbayashi S.; Kitajima M.; Sakai S.-i.; Aimi N. (1995). „The First Total Synthesis of (-)-Mitragynine, An Analgesic Indole Alkaloid in Mitragyna speciosa”. Tetrahedron Letters. 36 (51): 9337—9340. doi:10.1016/0040-4039(95)02022-H.

## Spoljašnje veze
|  | Molimo Vas, obratite pažnju na važno upozorenje u vezi sa temama iz oblasti medicine (zdravlja). |